# Similanöarna
Similanöarna är en ögrupp i Andamansjön som tillhör provinsen Phang Nga i södra Thailand. Öarna utgör sedan 1982 en nationalpark.